# Hundklobben
Hundklobben är en ö i Åland (Finland). Den ligger i Skärgårdshavet och i kommunen Saltvik i landskapet Åland, i den sydvästra delen av landet. Ön ligger omkring 35 kilometer norr om Mariehamn och omkring 270 kilometer väster om Helsingfors.
Öns area är 10,3 hektar och dess största längd är 0,6 kilometer i sydöst-nordvästlig riktning. Ön höjer sig omkring 10 meter över havsytan. I omgivningarna runt Hundklobben växer i huvudsak barrskog.
Runt Hundklobben är det glesbefolkat, med 12 invånare per kvadratkilometer.